# Enginyeria civil

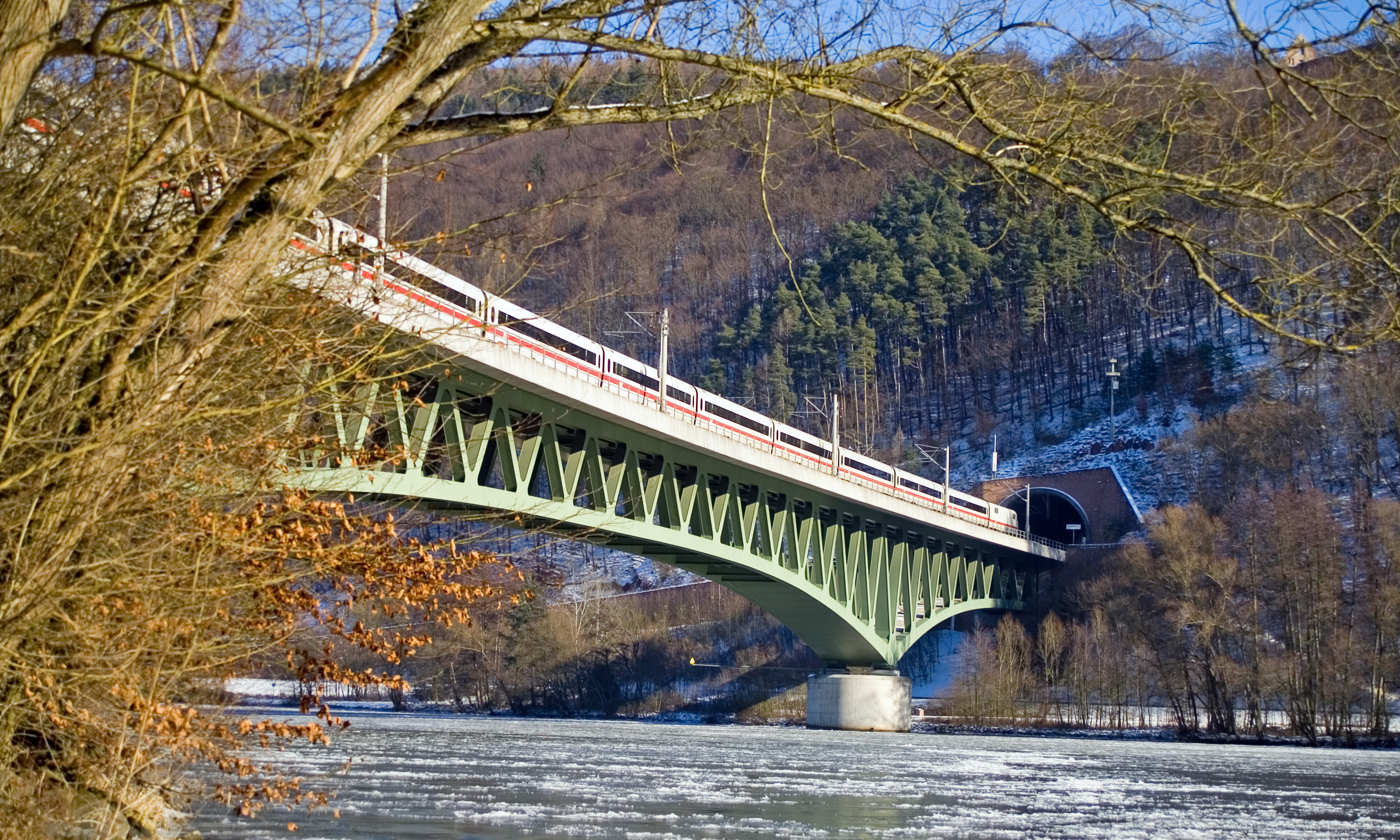
Pont i túnel en la línia de ferrocarril Hannover/Würzburg.

L'enginyeria civil és una àmplia branca de l'enginyeria que tracta amb temes tan diversos com el disseny, la construcció i la conservació d'obres públiques i estructures fixes diverses, la urbanística i els serveis urbans, el transport, el terreny, la hidràulica, la hidrologia, les costes i els ports i la potabilització i depuració d'aigües. Com totes les enginyeries, l'enginyeria civil s'ha desenvolupat a partir de l'observació de les maneres en què reaccionen els sistemes. A partir d'aquestes observacions, es proposen models teòrics i equacions empíriques per a descriure els fenòmens observats.
La denominació enginyeria civil s'usa des dels inicis del segle xix, tot i que aquesta branca de l'enginyeria ha estat practicada des de molt abans, sent practicada per l'enginyeria militar (en l'època romana ja es construïen camins, canals i ports). Al llarg del segle xviii, la majoria de monarquies europees (França en va ser la pionera) havien format grups de militars especialitzats en la construcció de camins, ponts i ports i en la millora de l'armament. Cap a la fi del segle xviii, Jean-Rodolphe Perronet fundà la primera escola especialitzada totalment independent de l'exèrcit (d'aquí, l'adjectiu civil): l'École des Ponts et Chaussées (Escola de Ponts i Calçades) de París. A poc a poc altres enginyers militars d'altres indrets anaren fundant escoles civils als seus respectius països, com Agustín de Betancourt, que fundà la Escuela de Ingenieros de Caminos de Madrid el 1802.

## Disciplines de l'enginyeria civil

### Enginyeria estructural

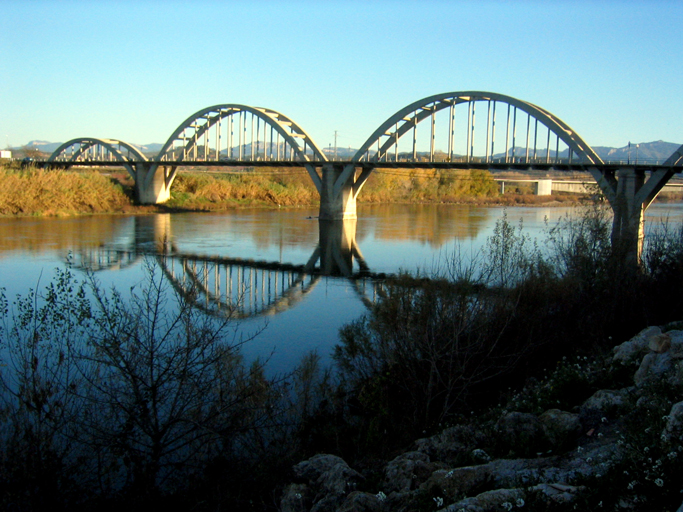
Pont d'arcades de Móra d'Ebre (Ribera d'Ebre), estructura de 1943 de formigó armat sobre l'Ebre.

L'enginyeria estructural es dedica a la concepció, disseny, càlcul, reforç i conservació d'estructures fixes diverses, com ponts, edificis, plataformes petrolieres offshore, preses, etc.
L'anàlisi estructural involucra obtenir les tensions, esforços, deformacions i estat de dany a què es veu sotmesa una estructura quan és sol·licitada amb alguna acció: sistema de càrregues estàtiques o dinàmiques, deformació imposada,...

### Enginyeria Geològica o Geotècnica

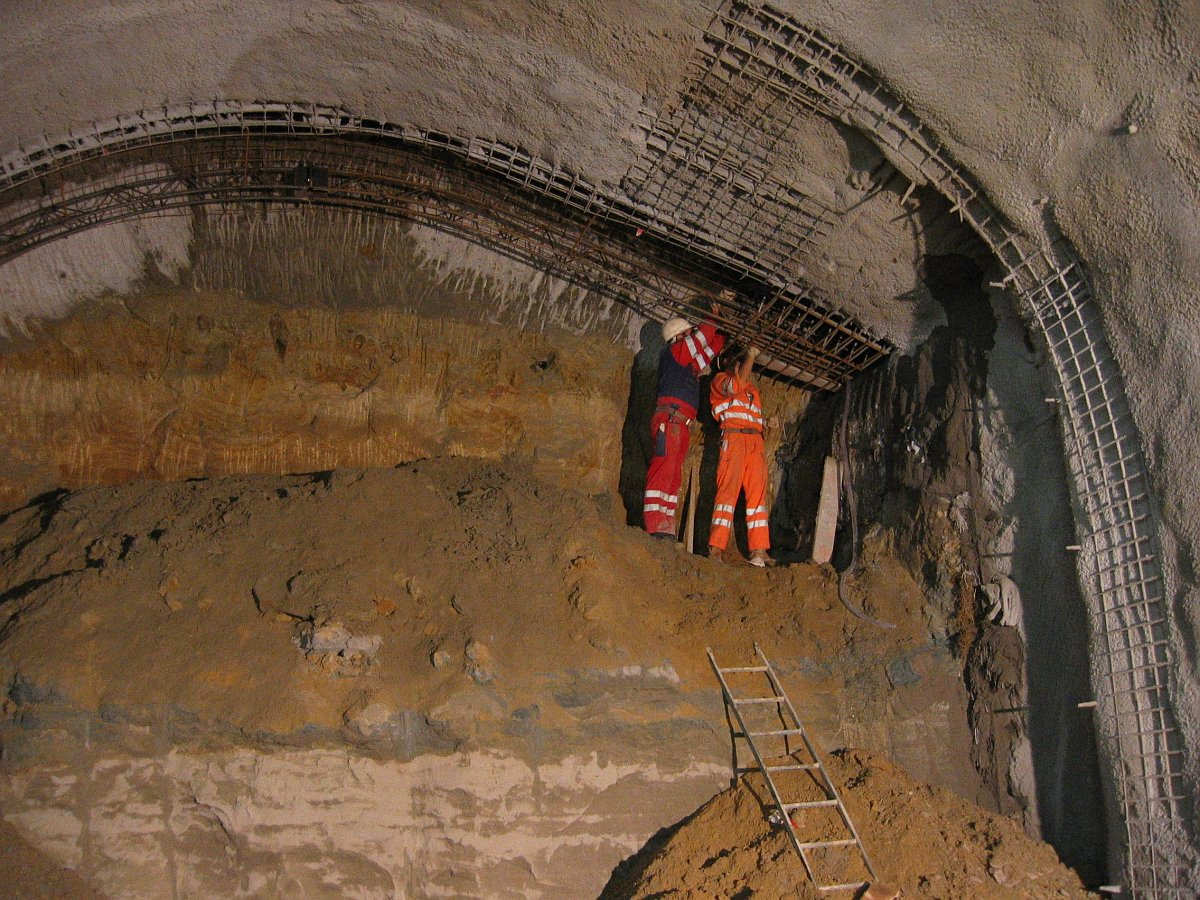
Excavació d'un túnel a Múnic, Alemanya.

L'enginyeria geològica (també anomenada geotècnia) es dedica a l'estudi de la mecànica dels sòls i les roques. Aquest estudi es realitza, bàsicament per al càlcul de:
- Fonaments: sabates i pilons.
- Desmunts: estabilitat del talús, aixecament de fons…
- Terraplens: compactació, assentaments...
- Excavacions subterrànies: túnels i cavernes.
- Murs de contenció i pantalles

Per a predir les respostes del terreny (empentes i moviments), cal fer prèviament un reconeixement del terreny amb sondeigs, cales, etc. i estudiar les seves propietats resistents i deformacionals mitjançant assaigs in situ o al laboratori.
Un altre camp important que engloba l'enginyeria geològica és la hidrologia subterrània, que estudia l'aigua emmagatzemada en el subsòl: fluxos, transport de contaminants, els aqüífers com a recurs hídric, etc.

### Enginyeria del transport

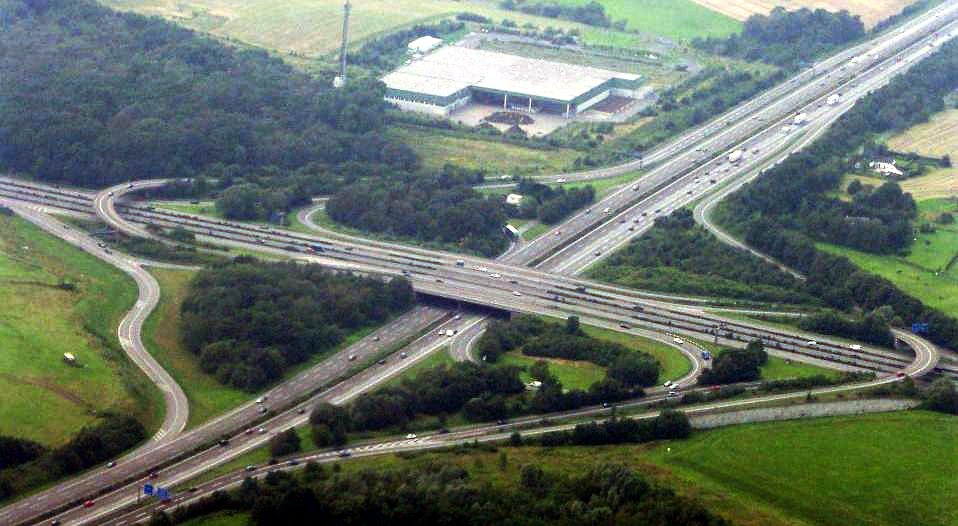
Un nus entre autopistes

L'enginyeria del transport es dedica a dissenyar i gestionar eficaç i eficientment les vies de comunicació i les terminals de transport: camins (carreteres i autopistes), línies de ferrocarril, ports i aeroports. També és l'encarregada d'estudiar el transport urbà: regulació semafòrica, metro, i autobús. Dins del transport per carreteres, s'estudia el trànsit (capacitats, teoria de cues…), el traçat, els ferms, etc.

### Enginyeria ambiental
Coneguda antigament com a enginyeria sanitària, l'enginyeria ambiental tracta amb tres grans temes:
- L'aigua: la seva qualitat i els seus tractaments en plantes depuradores i potabilitzadores.
- Gestió de residus sòlids.
- Impacte ambiental de les obres públiques.

L'ecologia industrial és una àrea multidisciplinària que pretén assimilar el funcionament dels sistemes industrials al dels ecosistemes naturals. Això implica una interrelació d'indústries i una relació sostenible amb el medi natural i social que envolta el sistema industrial.

### Enginyeria hidràulica

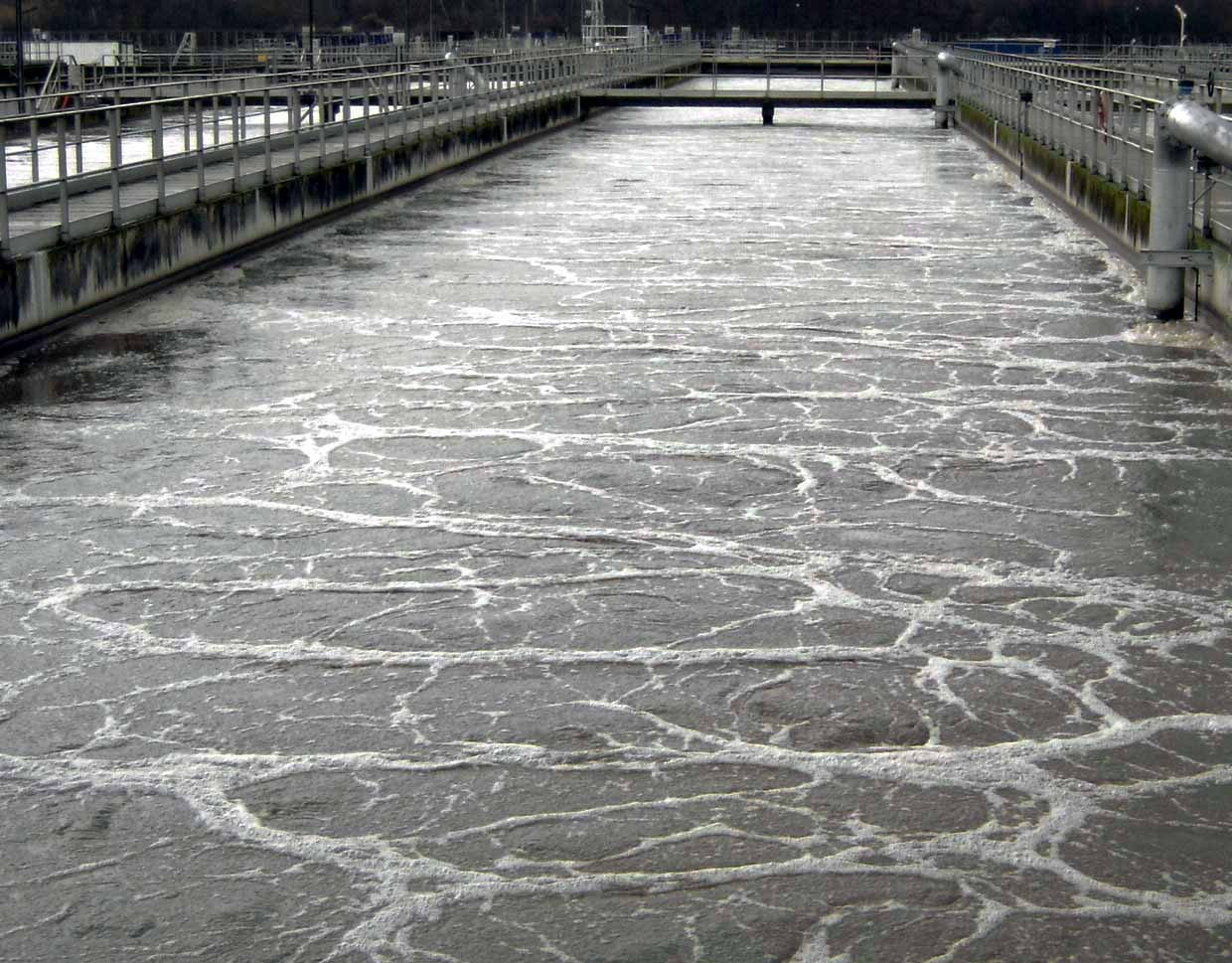
Tractament biològic amb aportació artificial d'oxigen

L'enginyeria hidràulica preveu el comportament dels fluids, principalment l'aigua. Una part de la disciplina està encaminada al transport de l'aigua per canals i canonades (per a transvasaments, aprofitaments hidroelèctrics o regadius). L'enginyeria hidràulica però també estudia la gestió dels recursos hídrics, la dinàmica fluvial (molt relacionada amb el disseny de ponts) i la prevenció d'inundacions. Tots aquests temes estan íntimament relacionats amb els embassaments, ja que s'usen per a laminar avingudes (evitant així inundacions), regar grans extensions de terreny, abastar d'aigua a grans poblacions i crear energia elèctrica. El disseny de les preses és tasca de l'enginyer hidràulic.

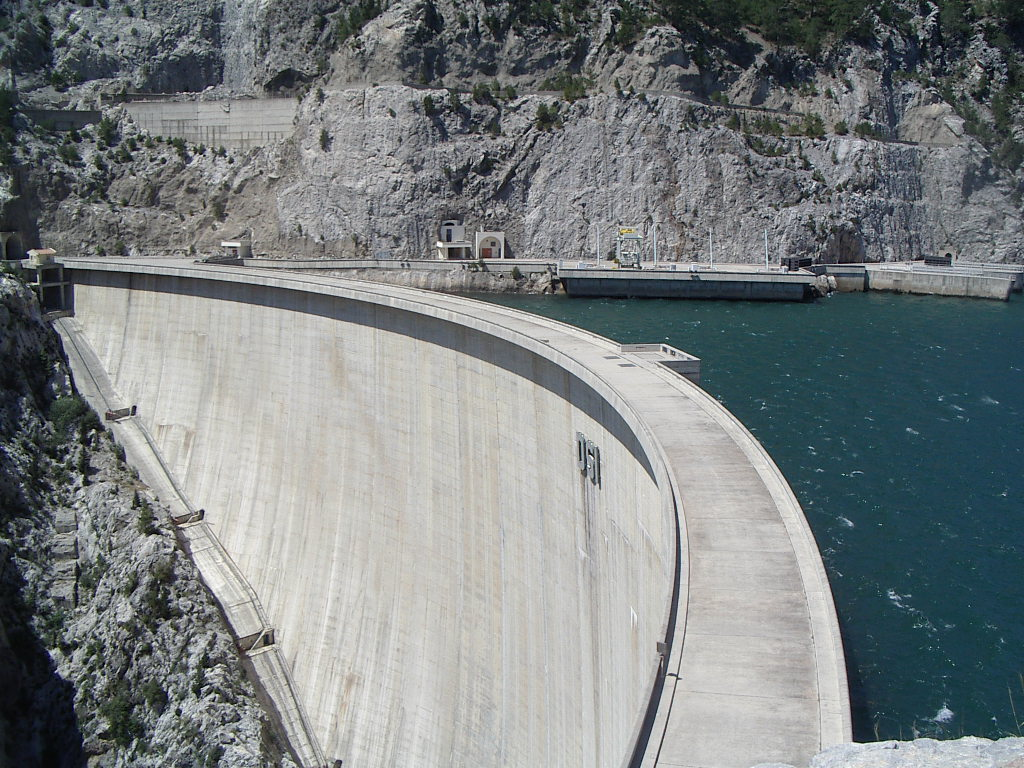
Presa de volta d'Oymapinar, al riu Manavgat, Turquia
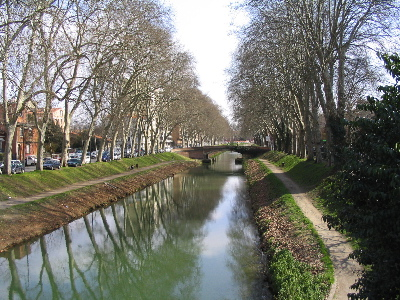
El canal du Midi a Tolosa de Llenguadoc

### Enginyeria marítima

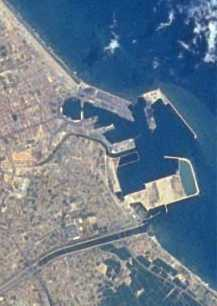
El port de València

L'enginyeria marítima és la branca que s'encarrega de dissenyar, conservar i gestionar totes les instal·lacions portuàries i definir moltes de les actuacions necessàries per a protegir o regenerar la línia costanera: espigons, aportacions de sorra, etc. Això implica recolzar-se en la hidrodinàmica, l'oceanografia i els models de transport de litoral de sediment.

### Urbanisme
L'urbanisme estudia les formes d'organització i creixement de les ciutats i les repercussions econòmiques que es deriven d'aquesta organització. També s'encarrega del dimensionament i el disseny de les xarxes de serveis urbans bàsiques: sanejament, abastament d'aigua, enllumenat públic exterior, gas natural, electricitat, etc.

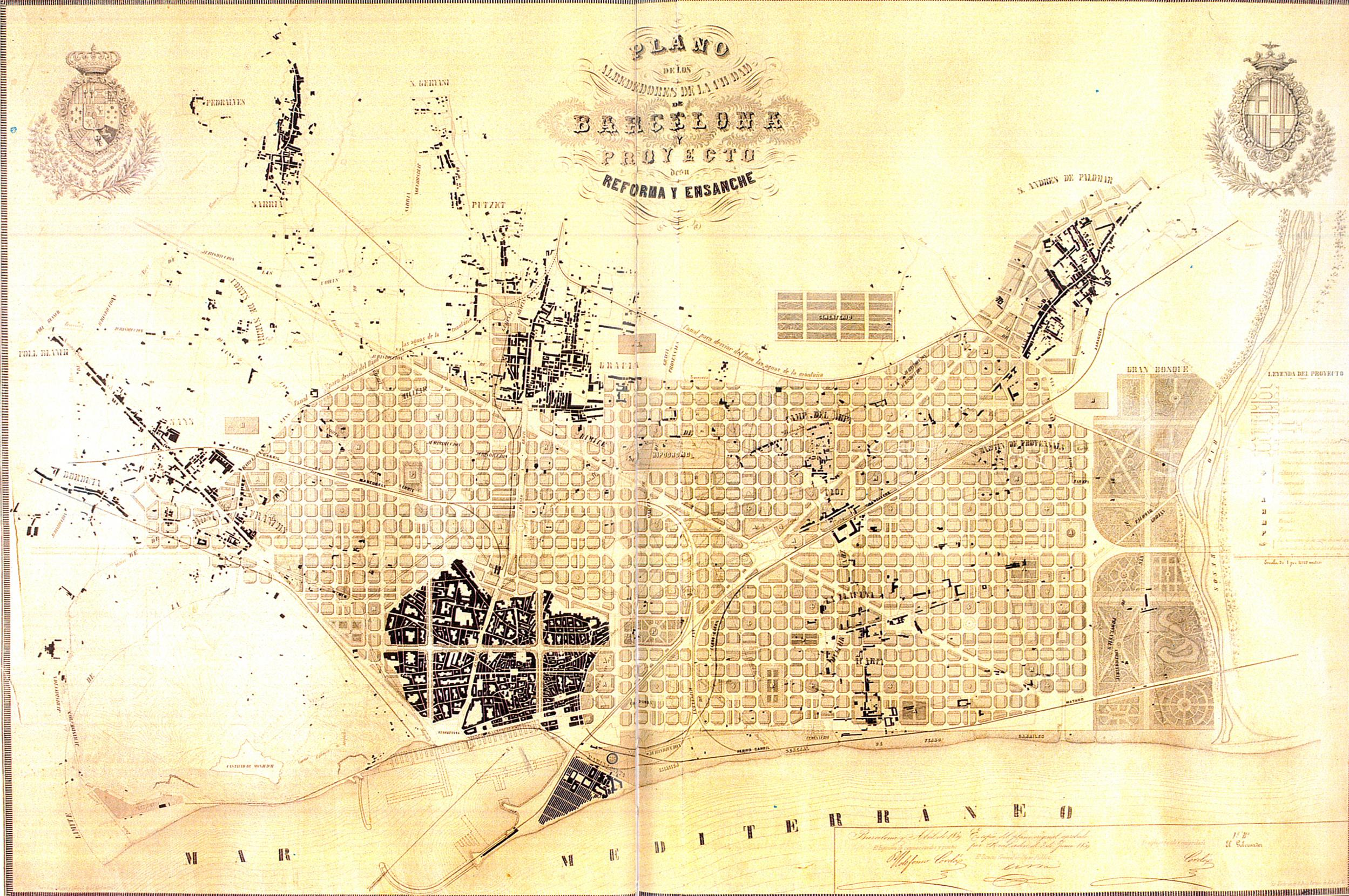
Pla de l'Eixample de Barcelona d'Ildefons Cerdà

### Enginyeria de la construcció

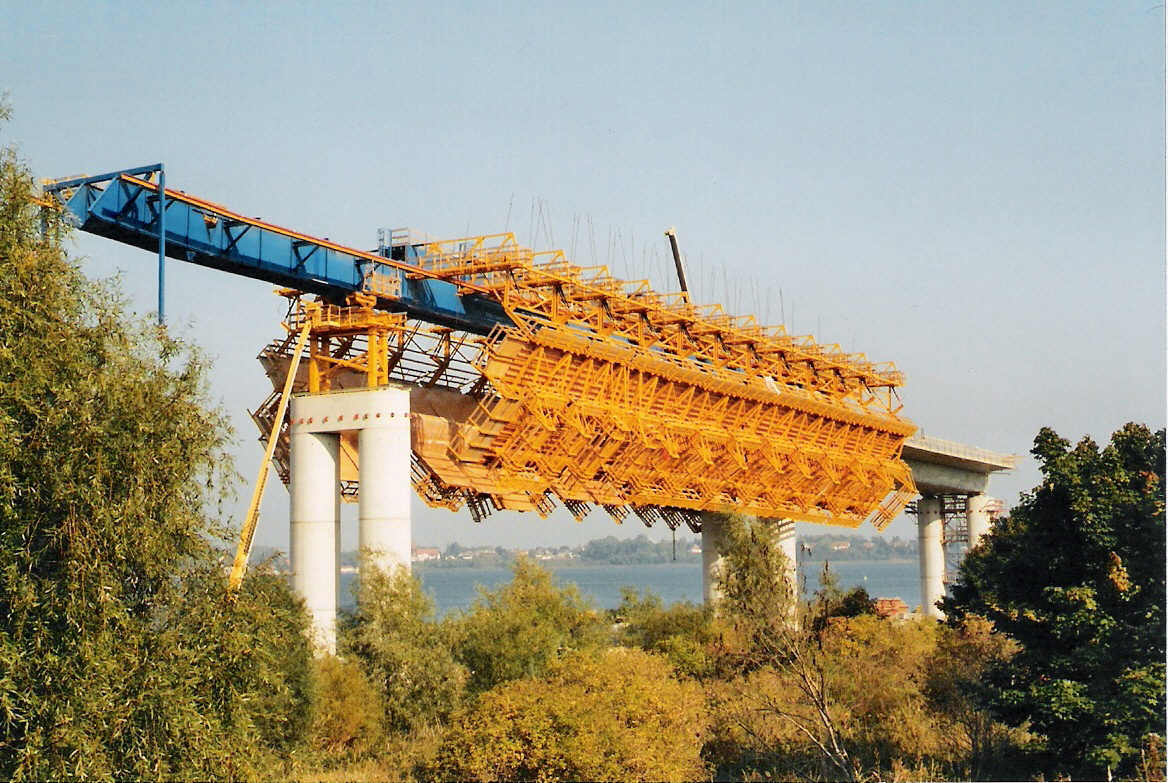
Construcció d'un pont amb cintra automòbil sobre biga auxiliar

L'enginyeria de la construcció s'encarrega de planificar totes les obres que projecten les altres disciplines (carreteres, autopistes, ponts, túnels, dics, preses, ports, obres d'urbanització, depuradores, potabilitzadores, etc.) tot i que també tracta altres vegades d'altres construccions no pròpies de l'enginyeria civil com l'edificació. El planejament de les obres consisteix a estudiar tot allò que cal fer per a desenvolupar l'obra: escollir els procediments constructius més adients, assignar els recursos necessaris per a cada activitat (maquinària, material i mà d'obra), distribuir temporalment totes les activitats en una programació de treball i controlar econòmicament l'obra.

## Treball de l'enginyeria civil

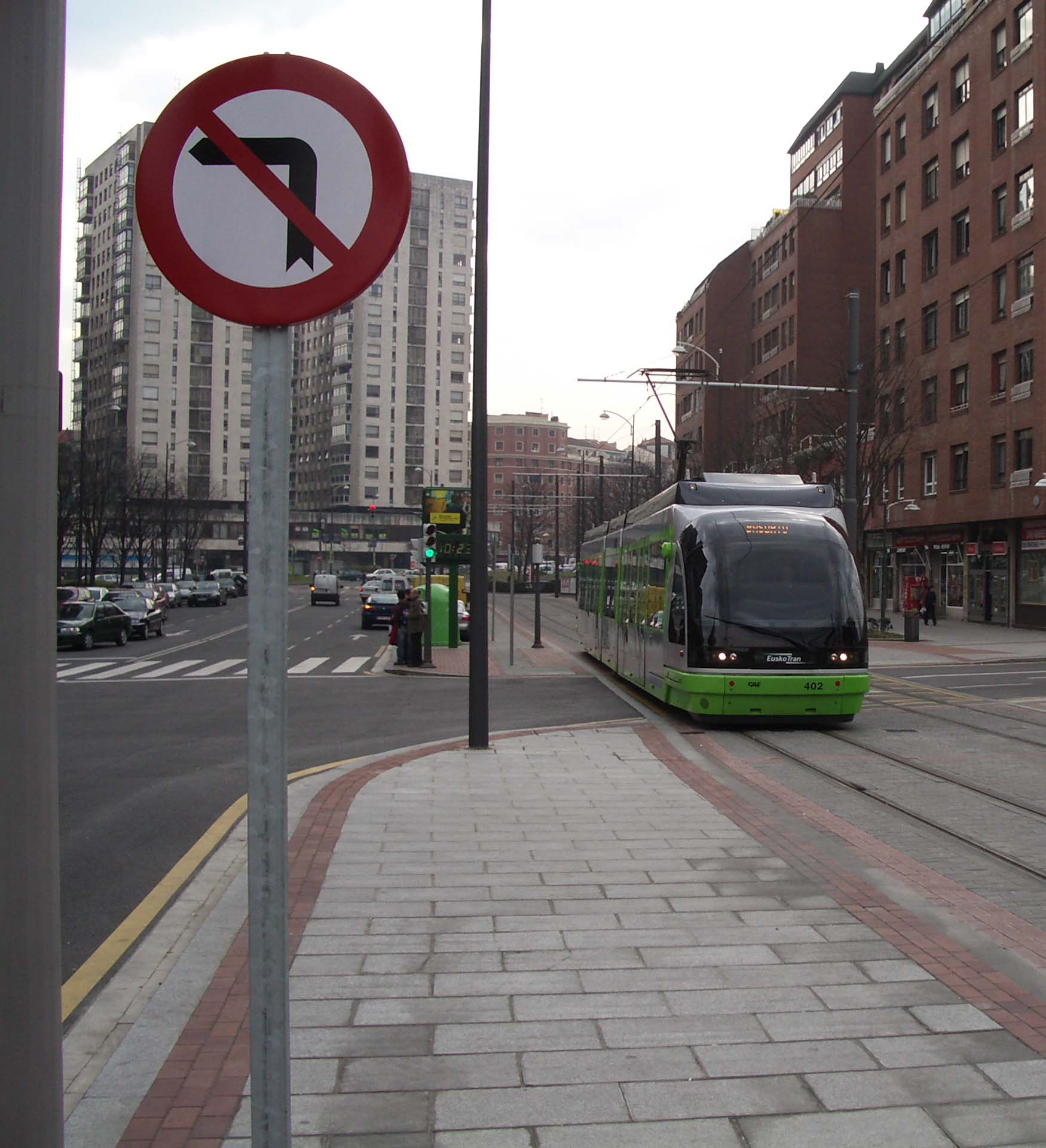
Obra civil: metro lleuger a Bilbao

El treball d'un enginyer civil comença en presentar-se una determinada necessitat (un nou dic en un port, l'ampliació o construcció d'una carretera, una presa que doni continuïtat i estabilitat al cabal d'un riu?). En aquesta etapa de planificació, els enginyers civils treballen en forma integrada amb altres professionals i autoritats nacionals o locals amb poder de decisió.
Entra llavors el treball de recopilació de les dades necessàries per al disseny d'una solució a aquesta necessitat, dades que poden ser topogràfics (mesurament de la superfície real del terreny), hidrològics (pluviometria d'una conca, cabal d'un riu, etc.), estadístics (aforaments de les carreteres o carrers existents, densitats de població), etcètera.
Per a aquesta finalitat els dissenys de les obres i sistemes més complexos es fan en diverses etapes. La primera etapa denominada de pre-factibilitat, s'encarrega d'analitzar el major nombre de solucions possibles. És en aquesta etapa en la qual els organismes competents decidiran per exemple: l'emplaçament d'un port, el traçat general d'una carretera o prendran la decisió respecte a si construir una via fèrria per a transport de minerals o un mineroducte. Per a la presa de decisions es consideren, entre uns altres, els següents punts de vista: dificultat de l'obra; cost de l'obra; impacte ambiental produït per l'obra. L'estudi de pre-factibilitat involucra un equip multidisciplinari de tècnics, on a més d'enginyers civils participen enginyers elèctrics, mecànics, geòlegs, economistes, sociòlegs, ecologistes. Com a resultat d'aquesta fase s'escullen 2 o 3 solucions per detallar-les en l'etapa següent.
En la següent etapa, cridada factibilitat tècnicoeconòmica, ja s'avança molt en els detalls constructius, en la determinació dels costos, en el cronograma de construcció i en el flux de caixa necessari per a l'execució de l'obra. En aquesta etapa tenen molt peso les investigacions de camp per detectar dificultats específiques relacionades amb la geologia de les àrees en les quals s'intervindrà, i es detallaran els impactes ambientals, incloent tant la part física com l'abiòtica i la social. En general és en aquesta fase que s'escull la solució definitiva, que serà detallada en l'etapa de disseny definitiu o projecte executiu.

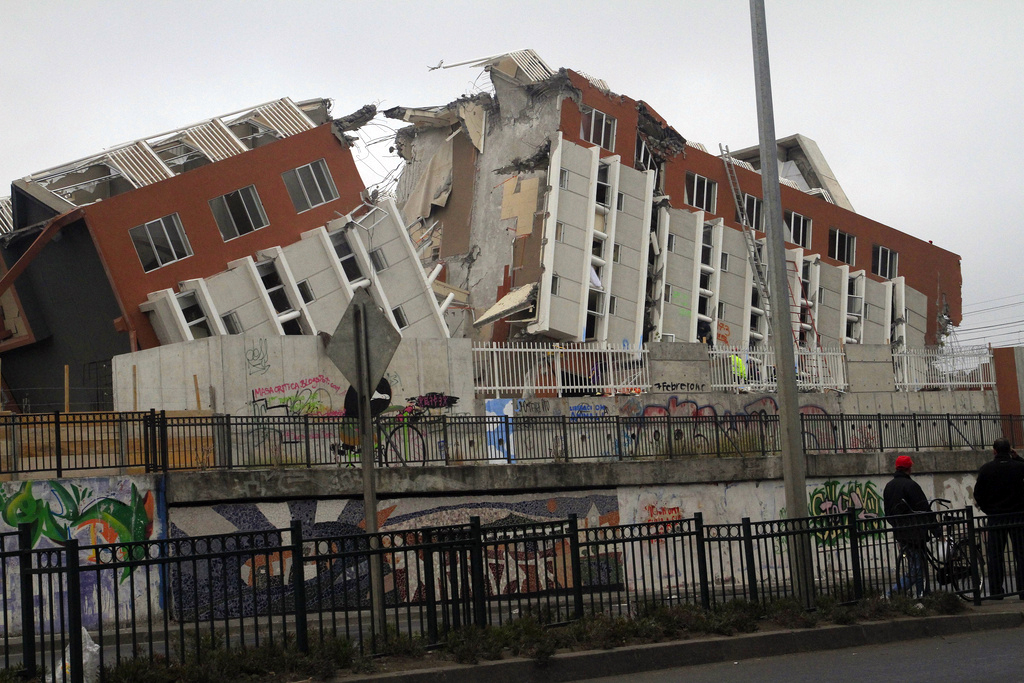
L'edifici Alto Rio, de 20 pisos, Concepción, va col·lapsar producte del terratrèmol de Xile de 2010, després d'un dels sismes de major magnitud del món (8.8 MW).

Ve llavors el treball real sobre el terreny: condicionar aquest perquè sigui capaç de suportar les estructures que es van a construir sobre ell (arribant-se en ocasions a substituir el terreny per un altre de major capacitat portant si l'existent no compleix les condicions necessàries), moviments de terres (desmuntis i terraplens), construcció de les estructures (pilotis, sabates, pilars, estreps, bigues, murs de contenció).
No obstant això, tots aquests passos rares vegades es donen de forma fluïda ni, molt menys, competeixen a un mateix equip d'enginyeria. Així, sovint són els enginyers de l'Administració corresponent els que detecten la necessitat que es tractarà de solucionar, mentre que en altres ocasions l'obra ve inclosa dins d'un pla d'actuació polític (no sempre amb una clara justificació tècnica).
Si l'obra a escometre és de gran envergadura l'Administració no l'executa, sinó que els seus enginyers elaboren un avantprojecte que és tret a subhasta pública. Llavors són els enginyers de les diferents empreses constructores els que, a partir de les prescripcions tècniques de l'avantprojecte, elaboren diferents alternatives. Les alternatives ofertes per les constructores poden ser molt diferents a l'avantprojecte i entre si, perquè cada empresa fa ús de la maquinària i procediments que li són més coneguts, i l'Administració triarà la més barata de les opcions que compleixin les exigències.
Els enginyers que duguin a terme l'obra no tenen per què ser (ni, generalment, són) els que l'hagin dissenyat. L'empresa constructora pot decidir també subcontractar diferents treballs a altres empreses, amb el que pot arribar a haver-hi a diferents empreses per a una mateixa obra (una executa els moviments de terres, una altra les estructures de formigó?) cadascuna amb el seu corresponent departament d'enginyeria i el seu corresponent equip d'enginyers en obra.
Molt sovint, a causa de l'imprevisible del terreny es produeixen problemes a peu d'obra que obliguen a fer modificacions en el projecte; en altres ocasions l'Administració pot decidir variar algunes condicions o exigències a mesura que l'obra es desenvolupa i s'observen problemes o possibilitats que no s'havien estudiat o que al moment en què es va elaborar l'avantprojecte no es van considerar importants. Pot ocórrer que una nova infraestructura obligui a fer modificacions o sorgeixi la possibilitat que dues obres diferents, construïdes per empreses diferents (per descomptat amb diferents equips d'enginyers) siguin executades en conjunt.
Tot això pot donar idea de la gran quantitat de variables que afecten al treball d'enginyeria civil. Les obres de gran envergadura són rares, i més freqüentment l'enginyer civil es limita a la supervisió de l'obra i a la presa de decisions concretes en problemes concrets que no afecten al desenvolupament o pressupost general de l'obra. Així, treballs com la contenció d'un terreny de característiques habituals, la col·locació d'una biga pretesada o l'execució d'un ferm, són treballs rutinaris que no impliquen canvis significatius en el projecte.

## Titulacions
Les titulacions en enginyeria civil varien segons els estats que les reconeguin. Excepte a la Catalunya Nord, als Països Catalans hi havia (fins a l'any 2009) tres carreres universitàries dins l'àrea de l'enginyeria civil:
- Enginyeria de camins, canals i ports, carrera d'enginyeria de primer i segon cicle, de 5 cursos creada a principis del segle xix. Popularment i històrica hom també la coneix i anomena amb el nom d'"enginyeria de ponts i camins", per analogia amb el nom l'escola francesa d'enginyeria civil: "École nationale des ponts et chaussées".
- Enginyeria tècnica d'obres públiques, carrera d'enginyeria de primer cicle, de 3 cursos creada a mitjans del segle xix.
- Enginyeria Geològica, carrera d'enginyeria de primer i segon cicle (o només de segon cicle en algunes universitats) de 5 o 2 cursos, creada recentment.

Aquestes titulacions les ofereixen les següents escoles als Països Catalans:
- L'Escola de Camins, de la Universitat Politècnica de Catalunya
- L'Escola Tècnica Superior d'Enginyers de Camins, Canals i Ports de València, de la Universitat Politècnica de València.
- L'Escola Politècnica Superior i la Facultat de Ciències, de la Universitat d'Alacant.

No obstant això, amb l'aplicació del Procés de Bolonya, les titulacions d'enginyeria de camins, canals i ports i d'enginyeria tècnica d'obres públiques han quedat substituïdes per noves titulacions de grau denominades Enginyeria civil, Enginyeria d'obres públiques o Enginyeria de la construcció (entre altres noms). Un cop finalitzat el grau es pot cursar el Master en Enginyeria de Camins, Canals i Ports. El setembre de 2010 varen començar els estudiants en el nou sistema grau-master.

## Col·legis professionals a Espanya
A l'Estat Espanyol existeix una legislació per la qual per a l'exercici de la professió d'enginyer civil cal estar col·legiat. En els territoris de parla catalana hom pot trobar-hi:
- Técnicos de Obras Públicas de Alicante
- Colegio de Ingenieros Técnicos de Obras Públicas de Castellón-Valencia
- Col·legi d'Enginyers Tècnics d'Obres Públiques de Catalunya
- Col·legi d'Enginyers de Camins, Canals i Ports de Catalunya
- Colegio de Ingenieros Técnicos de Obras Públicas
- Colegio de Ingenieros de Caminos, Canales y Puertos